# Broken Dreams, Inc
«Broken Dreams, Inc» (с англ. — «Корпорация «Разбитые мечты»») — песня американской панк-рок-группы Rise Against, выпущенный 16 сентября 2020 года лейблом Loma Vista Recordings к саундтреку сериала DC Comics «Dark Nights: Death Metal» и в конечном итоге стал первым синглом с девятого студийного альбома группы Nowhere Generation.

## Предыстория
«Broken Dreams, Inc» была написана о неравенстве возможностей среди американцев и о возвращении власти в руки граждан, а не корпораций. Фронтмен Rise Against Тим Макилрот более подробно рассказал о значении песни в заявлении для прессы: 

«Broken Dreams, Inc» говорит о том, как меняется американское общество сегодня, о возможностях, которые есть у одних, но нет у других, о людях, которые могут извлечь выгоду, и о тех, кто остаётся позади, страдает и в итоге становится жертвой. Как нам уравнять шансы, чтобы у каждого был реальный шанс достичь американской мечты? Одно слово — «перемены». Нужно передать власть в руки людей, а не бизнеса, нужно ценить людей и общество больше, чем прибыль. У вас не может быть страны, управляемой акционерами, или мира, управляемого акционерами, мира, который ставит прибыль превыше всего, потому что прибыль превыше всего может привести к опасным последствиям для человечества.

## Выпуск
И Макилрот, и ведущий гитарист Зак Блэр в детстве были большими поклонниками DC Comics, а Бэтмен был одним из их любимых персонажей, поэтому группа была невероятно рада возможности поработать над серией «Dark Nights: Death Metal». В рамках продвижения серии 16 сентября 2020 года была выпущена песня в качестве заглавного сингла для саундтрека к сериалу, а Макилрот также озвучил Лобо в серии видео Sonic Metalverse.

## Музыкальное видео
Вместе с песней был выпущен видеоклип, в котором представлены рисунки Грега Капулло, художника DC Comics. Видео в основном состоит из рисунков из комиксов и включает в себя известных персонажей DC, таких как Бэтмен, Чудо-женщина, Харли Квинн, Джокер, Супермен, Аквамен, Флэш, Дарксайд и Зелёный Фонарь. Во время просмотра видео можно услышать монологи различных персонажей, связанные с сериалом.

## Отзывы критиков
После выхода «Broken Dreams, Inc» получила положительные отзывы. Журнал Kerrang! назвал песню «блестящей». Марси Беннетт из American Songwriter вкратце рассказала о репутации группы как борцов за социальную справедливость, а затем заявила, что песня «содержит в себе все эти идеи и раскрывается ещё больше благодаря элементам героизма и злодейства, которые раскрывают темы песни».

## Участники записи
| Rise Against - Тим Макилрот — вокал, ритм-гитара - Зак Блэр — бэк-вокал, соло-гитара - Джо Принсипи — бэк-вокал, бас-гитара - Брэндон Барнс — барабаны Приглашённые музыканты - Чед Прайс — бэк-вокал | Производственный персонал - Билл Стивенсон — продюсер, звукоинженер - Джейсон Ливермор — продюсер, звукоинженер, сведение - Эндрю Берлин — продюсер, звукоинженер - Крис Библ — продюсер, звукоинженер - Тед Дженсен — мастеринг - Джонатан Лугинбилл — звукоинженер |